# 体育中心站 (武汉地铁)
体育中心站位于中華人民共和國湖北省武汉市汉南区武汉开发区，是武汉地铁3号线的地铁车站，建设时期曾名为“体育中心北站”。

## 車站结构

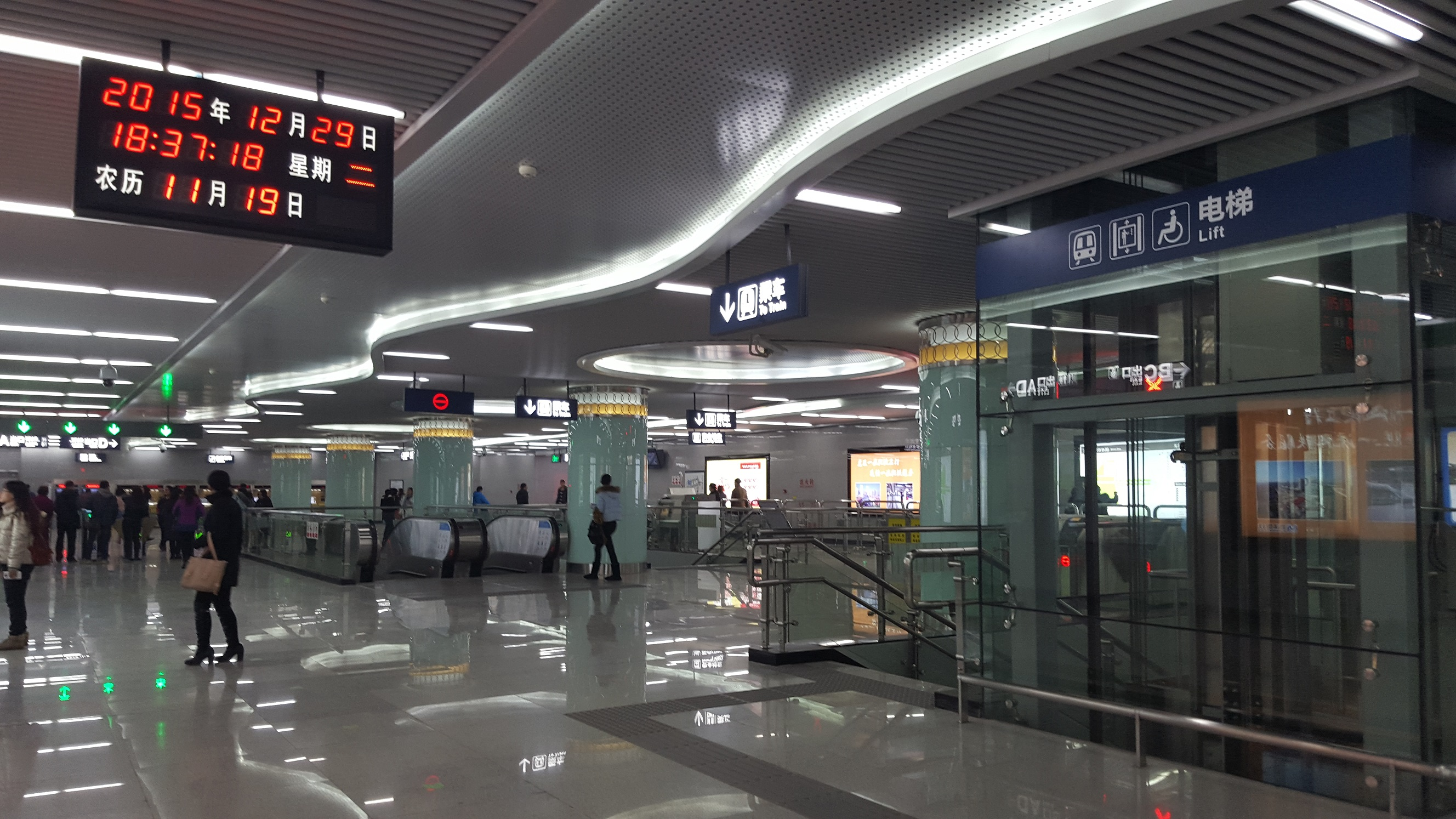
車站大堂

该站位于东风大道与太子湖路相交路口以北，呈南北走向，车站为地下二层岛式站台车站，总长207.2m，标准段宽度21.9m，基坑开挖深度18.2~21m。共设5个出入口、2组风亭，采用明挖法施工。
每当武汉体育中心有大型活动时本站会在末班车后加开数列临客疏导乘客。

### 楼层分布
| 地面     | 地面               | 出入口                               |  |  |
| 地下一层 | 站厅               | 售票机、客服中心、武漢通充值、洗手間 |  |  |
| 地下二层 |                    | █ 3号线 往沌阳大道（东风公司）       |  |  |
|          | 岛式站台，左侧开门 |                                      |  |  |
|          |                    | █ 3号线 往宏图大道（三角湖）         |  |  |

### 車站出口
|                                                 |      |      |                                                                         |
| 出口編號                                        | 設施 | 照片 | 建議前往的目的地                                                        |
| A                                               |      |      | 太子湖路 東風大道、武漢體育中心、軍運會媒體中心                         |
| B                                               |      |      | 東風大道 武漢經開萬達廣場                                               |
| C                                               |      |      | 東風大道 東風汽車有限公司、天鵝湖假日山莊、三角湖度假村                 |
| D                                               |      |      | 東風大道 三角湖路、江漢大學、武漢開發區房產局、天鵝湖假日山莊、水墨蘭亭 |
| 注： 設有升降機 \| 設有輪椅升降台 \| 設有洗手間 |      |      |                                                                         |

## 换乘公交
- 太子湖路体育中心北门（近A出入口）：213路、272路、351路、395路、760路、769路

### 内部链接
- 武汉地铁车站列表